# Volume 2 (Nat King Cole)
| Recensione | Giudizio |
| ---------- | -------- |
| AllMusic   |          |

Volume 2 è un box set dell'omonimo gruppo statunitense guidato dal pianista jazz Nat King Cole; era costituito da quattro dischi a 78 giri in gommalacca, pubblicato dalla casa discografica Capitol Records nel luglio del 1946.

## Tracce

### Disco 1
Lato A (20061)
1. This Way Out (Strumentale) – 3:00 (musica: Nat Cole) – Registrato il 18 ottobre 1945 al "WMCA Studios" di New York City, New York

Lato B (20061)
1. What Can I Say After I Say I'm Sorry (Voce di King Cole) – 3:00 (Walter Donaldson, Abe Lyman) – Registrato il 5 aprile 1946 al "Radio Recorders" di Hollywood, California

### Disco 2
Lato A (20062)
1. I Know That You Know (Strumentale) – 2:28 (testo: Anne Caldwell – musica: Vincent Youmans) – Registrato il 18 ottobre 1945 al "WMCA Studios" di New York City, New York

Lato B (20062)
1. I Don't Know Why (Voce di King Cole) – 3:09 (testo: Roy Turk – musica: Fred Ahlert) – Registrato il 15 marzo 1946 al "Radio Recorders" di Hollywood, California

### Disco 3
Lato A (20063)
1. I'm in the Mood for Love (Voce di King Cole) – 3:10 (testo: Dorothy Fields – musica: Jimmy McHugh) – Registrato il 15 marzo 1946 al "Radio Recorders" di Hollywood, California

Lato B (20063)
1. To a Wild Rose (Strumentale) – 3:13 (musica: Edward MacDowell) – Registrato il 5 aprile 1946 al "Radio Recorders" di Hollywood, California

### Disco 4
Lato A (20064)
1. Look What You've Done to Me (Voce di King Cole) – 3:01 (Conrad K. Dober, Sidney D. Mitchell, Archie Gottler) – Registrato il 6 marzo 1944 al "C.P. MacGregor Studios" di Hollywood, California

Lato B (20064)
1. I'm Thru with Love (Voce di King Cole) – 2:56 (testo: Gus Kahn – musica: Matt Malneck, Fud Livingston) – Registrato il 19 maggio 1945 al "Radio Recorders" di Hollywood, California

## Musicisti
This Way Out / I Know That You Know
- Nat Cole – pianoforte
- Oscar Moore – chitarra
- Johnny Miller – contrabbasso

What Can I Say After I Say I'm Sorry / To a Wild Rose
- Nat Cole – pianoforte, voce (brano: What Can I Say After I Say I'm Sorry)
- Oscar Moore – chitarra
- Johnny Miller – contrabbasso

I Don't Know Why / I'm in the Mood for Love
- Nat Cole – pianoforte, voce
- Oscar Moore – chitarra
- Johnny Miller – contrabbasso

Look What You've Done to Me
- Nat Cole – pianoforte, voce
- Oscar Moore – chitarra
- Johnny Miller – contrabbasso
- Johnny Mercer – produttore

I'm Thru with Love
- Nat Cole – pianoforte, voce
- Oscar Moore – chitarra
- Johnny Miller – contrabbasso
- John Palladino – corno inglese
- Paul Weston – produttore[3]